# Florián Rey
Florián Rey, de nombre real Antonio Martínez del Castillo (La Almunia de Doña Godina, Zaragoza, 25 de enero de 1894-Benidorm, 11 de abril de 1962), fue un director de cine español, uno de los máximos representantes del cine mudo y de la industria cinematográfica española de la Segunda República.
Su película La aldea maldita (1930) se considera como la obra maestra del cine español de la etapa muda y algunas de sus obras populares de la etapa republicana, como Nobleza baturra (1935) o Morena Clara (1936), protagonizadas por Imperio Argentina, cosecharon un gran éxito, que le llevaron a competir incluso con la industria cinematográfica estadounidense y abrieron la posibilidad de desarrollar una industria de cine genuinamente española, aunque fue abortada con el estallido de la Guerra Civil.
Desde 1996, la Asociación Florián Rey creada en su pueblo natal realiza el Festival de Cine de La Almunia (FESCILA) todos los meses de mayo en honor a este cineasta aragonés. Esta muestra acoge un concurso de cortometrajes, de guiones, entrega el premio Villa de La Almunia a una persona relacionada con el mundo cinematográfico que también posee relación con esta población y el premio Florián Rey a la trayectoria profesional. 

## Biografía
Nacido en la localidad zaragozana de La Almunia de Doña Godina el 25 de enero de 1894, en el número 1 de la calle Garay.
Comenzó sus estudios de Derecho en 1909, que abandona pronto. Al año siguiente trabaja en la redacción del diario zaragozano La Crónica de Aragón y viaja a Madrid, ingresando redactor en la Revista Financiera. Tras cumplir el servicio militar, regresa a Zaragoza en 1918 y empieza a trabajar en el Diario de Avisos, al tiempo que enviaba crónicas al diario madrileño La Correspondencia de España, donde comienza a utilizar el seudónimo de «Florián Rey».
En 1920 trabaja como actor en su primera película, La inaccesible, (José Buchs, 1920). Y al año siguiente es contratado por Gregorio Martínez Sierra para el elenco del Teatro Eslava. Poco después pasa a la compañía del Teatro de la Princesa. En 1923 actúa en la película Maruxa, obteniendo un importante éxito que consolida su profesión como actor (actúa en La casa de la Troya, 1924, de Alejandro Pérez Lugín y Manuel Noriega).

## Inicios en el cine
Comienza a dirigir en 1924, al adaptar, para el cine, la zarzuela La revoltosa, que consigue un gran éxito popular.
En 1927 descubre para el cine a su nuevo iluminador, José María Beltrán, y a la actriz Imperio Argentina, que protagoniza, bajo su dirección, La Hermana San Sulpicio (1927), que ambos repetirían, en el cine sonoro, en 1934. En 1929 dirige la que está considerada la obra maestra del cine español de este periodo, La aldea maldita. Al coincidir con la llegada del sonoro, en Francia se le dio sonido y se rodaron de nuevo algunas escenas habladas, aunque esta versión ha desaparecido. La versión existente es la muda con acompañamiento al piano de Javier Pérez Azpeitia. La historia puede dividirse en dos tiempos: en el primero, se nos presenta una aldea castellana castigada por las malas cosechas continuadas constituyendo un fresco sobre la España rural y real miserable; el segundo es un drama familiar, próximo quizás a lo calderoniano, con honor y amor contrapuestos. 
Tras esta cinta, la producción española debe adaptarse al cine sonoro, y en este periodo Florián Rey marcha a familiarizarse con este sistema, al ser contratado como director de doblajes en español a Les Studios Paramount de Joinville-le-Pont.

## En el cine de la República

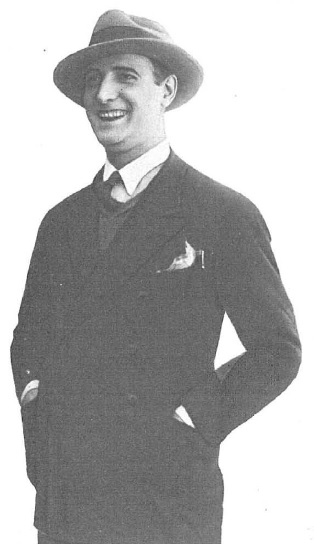
Florián Rey hacia 1927

En 1933, regresa a España. Su primer film plenamente sonoro es Sierra de Ronda, historia sobre bandoleros andaluces cargada de dramatismo. En esta etapa de la Segunda República, Florián Rey madura la idea de crear un cine nacional comercial, basado en temas y formas populares. 
Con estos presupuestos realizó su trilogía de La hermana San Sulpicio (1934), Nobleza baturra (1935) y Morena Clara (1936), protagonizadas por Imperio Argentina, que exploraban la lucha de la mujer en un mundo tradicional basado en la religión y la vida rural, actitud ante la mujer muy acorde con los avances del periodo republicano. 
El éxito de este cine en la década de 1930, que pudo competir con el llegado de Hollywood, basándose en temas populares, la destreza técnica y el gracejo de Imperio Argentina solo ha podido ser conseguido, pero en menor medida, en nuestros días por Pedro Almodóvar, como señala Agustín Sánchez Vidal. El director inaugura un periodo dorado con un cine de raíces costumbristas, apoyado en el folclore y los mitos populares, en números musicales arraigados en nuestra tradición y en una narrativa fílmica eficaz e inteligente.
La visión conciliadora entre las diferentes posiciones que convivían por entonces en el cine de Florián Rey suponía un grano de arena en la forja de una sociedad moderna para España, aunque, desgraciadamente, la historia desmentiría este propósito con el advenimiento de la guerra civil española.

## El giro conservador
En 1935 se afilió junto a Imperio Argentina a Falange Española.
La Guerra Civil truncó este fulgurante ascenso. Florián, de ideología conservadora, aunque no franquista, e Imperio Argentina, ya casados, se trasladaron a Berlín, donde fueron acogidos por el propio Adolf Hitler. Realizaron en Alemania dos películas, Carmen la de Triana (1938), revisión del mito de Carmen, y La canción de Aixa (1939), inicio del final de la relación entre Florián e Imperio.
Vuelto a España tras la guerra, rodó La Dolores (1940), protagonizada por Concha Piquer. Un intento de restaurar aquel cine costumbrista y popular en la España franquista. Brindis a Manolete (1948) y Cuentos de la Alhambra (1950), inspirada en los cuentos de Washington Irving, fueron sus últimas obras valiosas. 
No se adaptó al cine del franquismo y se retiró en 1957 porque, como dice Agustín Sánchez Vidal, “no puede resignarse a la clase de infracine que le obligan a hacer”. De ahí pareció derivarse una tímida actitud rebelde ante el régimen de Francisco Franco. Muere, muy olvidado, en la localidad alicantina de Benidorm el 11 de abril de 1962.

## Filmografía como director
1924 
- La revoltosa

1925 
- La chavala (también actor)
- Los chicos de la escuela
- Lazarillo de Tormes
- Gigantes y cabezudos

1926
- El pilluelo de Madrid
- El cura de aldea

1927 
- Águilas de acero o los misterios de Tánger
- La hermana San Sulpicio (con Imperio Argentina)

1928
- Agustina de Aragón
- Los claveles de la Virgen

1929 
- Fútbol, amor y toros

1930
- La aldea maldita

1934 
- La hermana San Sulpicio

1935 
- Nobleza baturra

1936 
- Morena Clara

1938 
- Carmen la de Triana

1939 
- La canción de Aixa

1940 
- La Dolores

1941
- Polizón a bordo

1942 
- La aldea maldita
- Éramos siete a la mesa

1943
- Ídolos

1944
- Orosia

1945 
- La luna vale un millón

1946 
- Audiencia pública

1947 
- La nao Capitana

1948 
- La cigarra
- Brindis a Manolete

1950 
- Cuentos de la Alhambra

1954 
- La danza de los deseos
- La moza del cántaro

1955 
- La cruz de mayo

1956 
- Polvorilla

## Premios y distinciones
Festival Internacional de Cine de Venecia
| Año  | Categoría             | Película         | Resultado |
| ---- | --------------------- | ---------------- | --------- |
| 1942 | Medalla de la Bienale | La aldea maldita | Ganador   |